# Початок

В ботанике початок (лат. spadix от spadix с др.-греч. — «пальмовая ветвь с плодами») — колосовидное соцветие с удлинённой, сильно утолщенной (иногда мясистой) осью, на которой тесно расположены мелкие обоеполые или однополые сидячие (без цветоножек) цветки.
Початок обычно окружен листовидным изогнутым прицветником, известным как покрывало. Их может быть одно или несколько, покрывало может быть зелёным или красочным. Например, «цветок» хорошо известного антуриума (Anthurium) — типичный початок с большим красочным покрывалом.
Початок встречается у колоказии, ароидных, кукурузы и пальм (но у пальмы и кукурузы сложный початок).
Початки типичны для семейства ароидные (Araceae). Однодомные ароидные имеют однополые мужские и женские цветки на одной и той же особи, а початок обычно организован с женскими цветками внизу и мужскими цветками вверху. Как правило, рыльца перестают быть восприимчивыми при высвобождении пыльцы, что предотвращает самоопыление.
У рогозовых (Typhaceae) соцветие представляет два цилиндрических початка, сидящих один над другим: нижний женский и верхний мужской; при основании женского початка находится травянистый кроющий лист; само женское соцветие представляет толстый, цилиндрический, реже продолговато-эллиптический колос, состоящий из множества мелких отдельных женских цветков; каждый женский цветок состоит из завязи с одной семяпочкой, с длинным нитевидным или лопатчатым рыльцем; завязь сидит на длинной ножке, покрытой длинными волосками. Мужской початок также колосовидный, цилиндрический, при основании с кроющим листом. Каждый мужской цветок состоит большей частью из 3 тычинок.
В сложном соцветии початка ось разветвлена. Обычно все соцветие покрыто жестким колпачком в виде лодочки, как, например, у кокоса (пальмы).

## Галерея

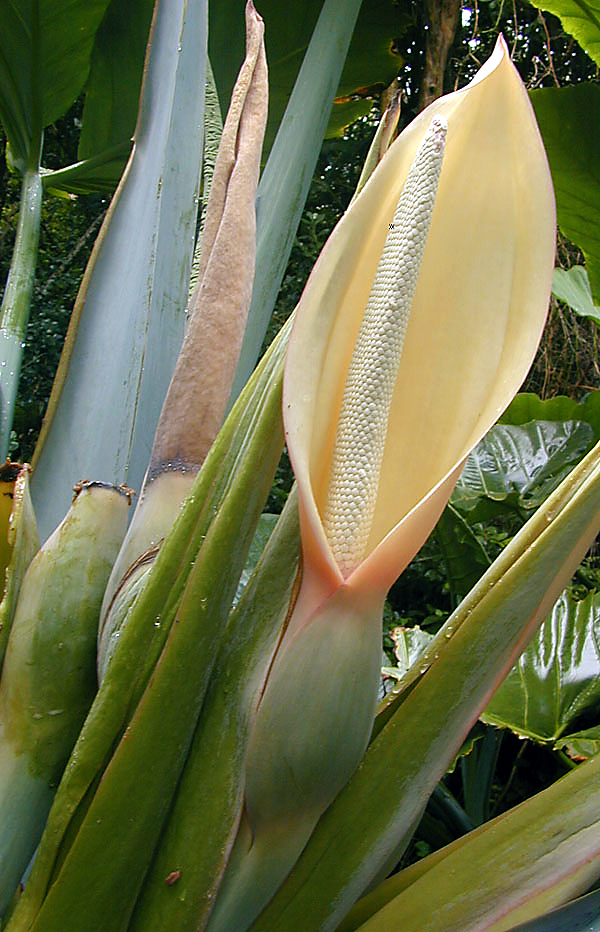
Ксантосома стрелолистная (Xanthosoma sagittifolium) с белым початком, частично окруженный зеленоватым, розовым и кремовым покрывалом
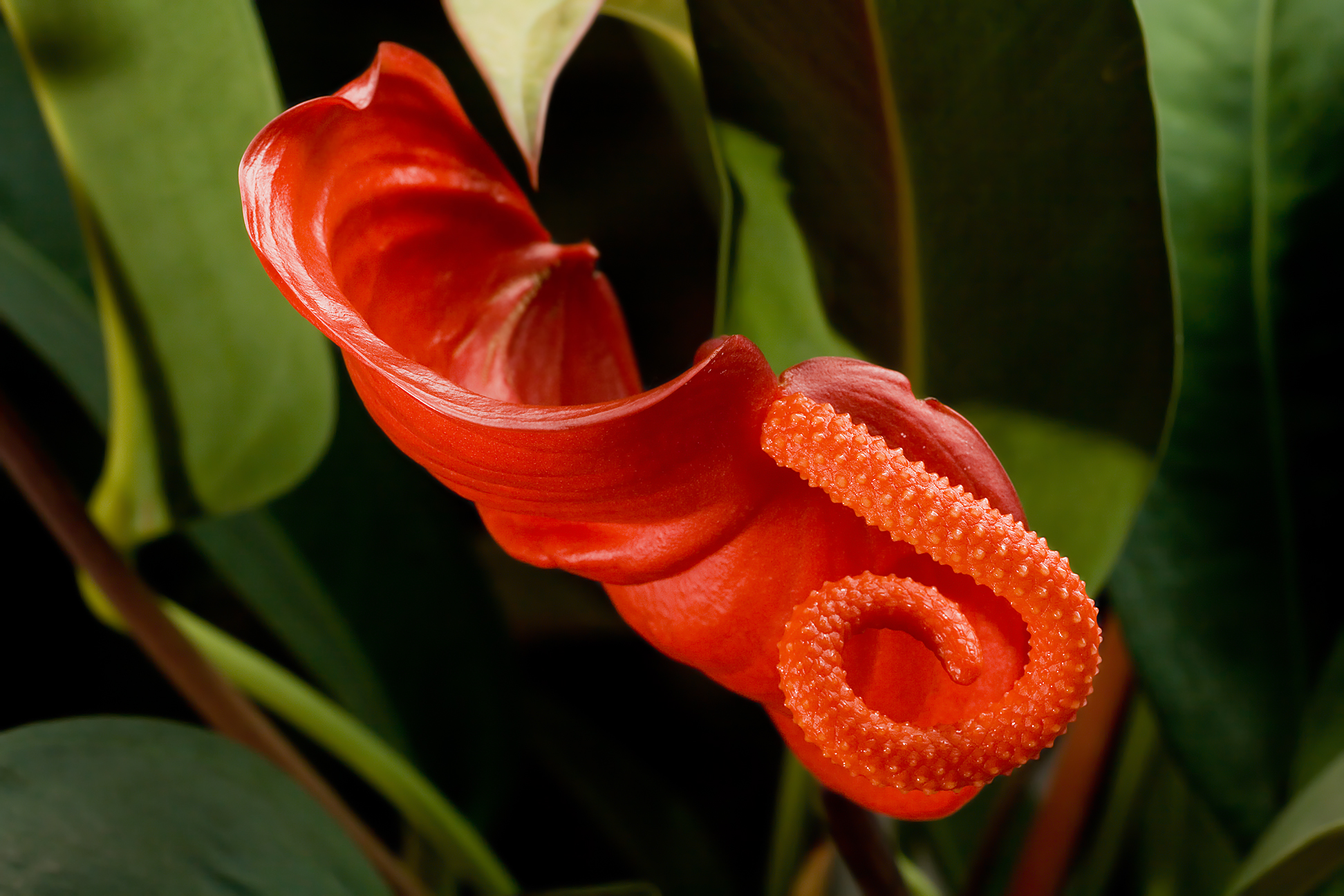
Anthurium scherzerianum inflorescence with spathe and spadix
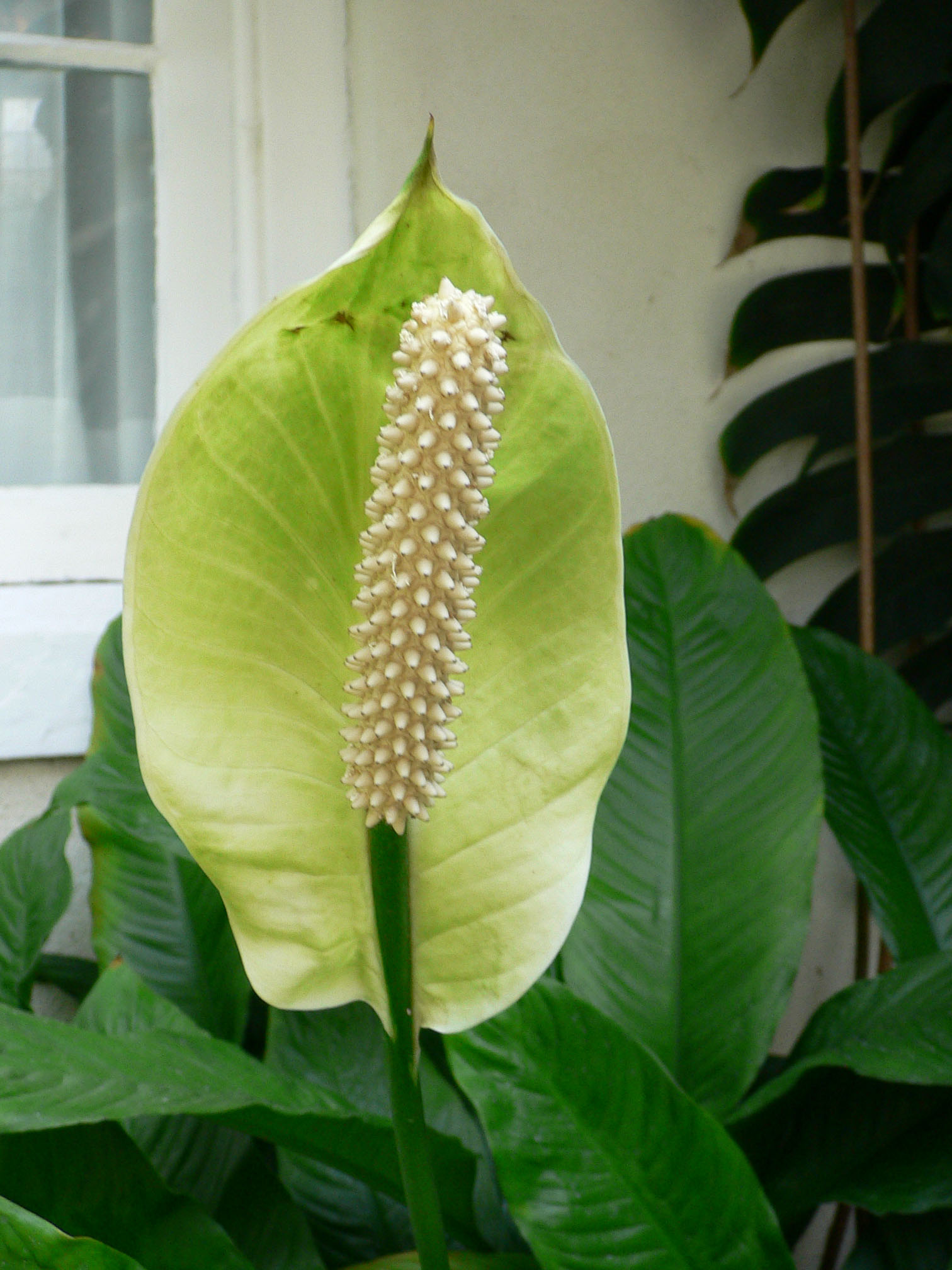
Spadix of Spathiphyllum floribundum
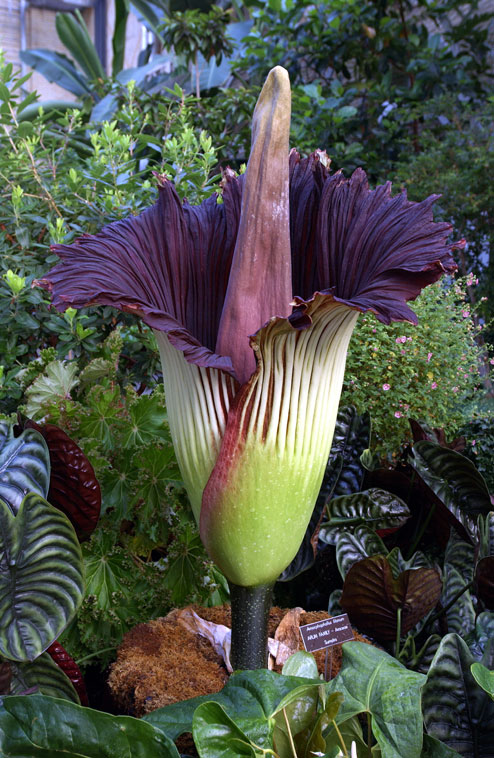
Titan arum (Amorphophallus titanum) spadix at the United States Botanic Garden
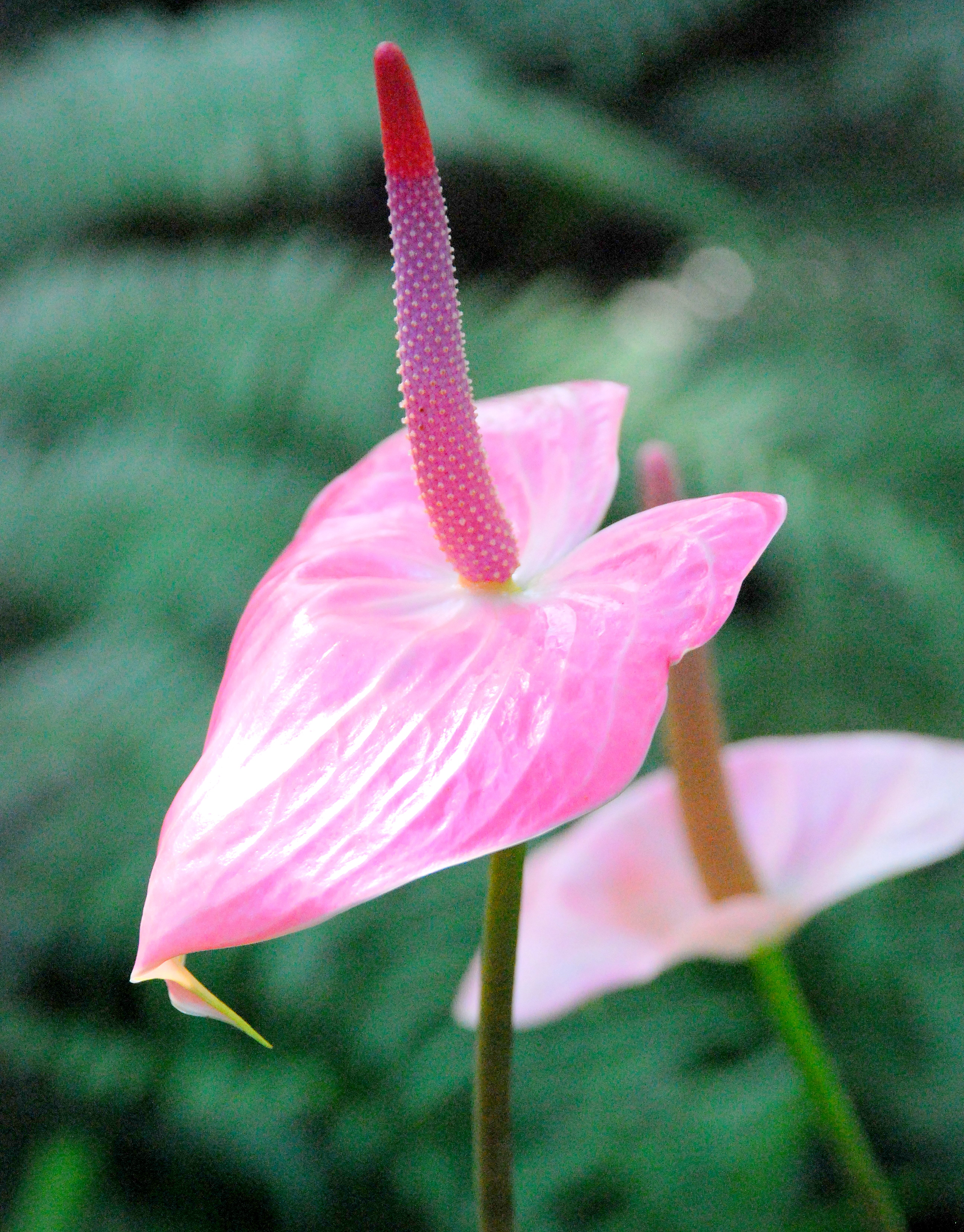
Flamingo Lily (Anthurium andraeanum) at the United States Botanic Garden
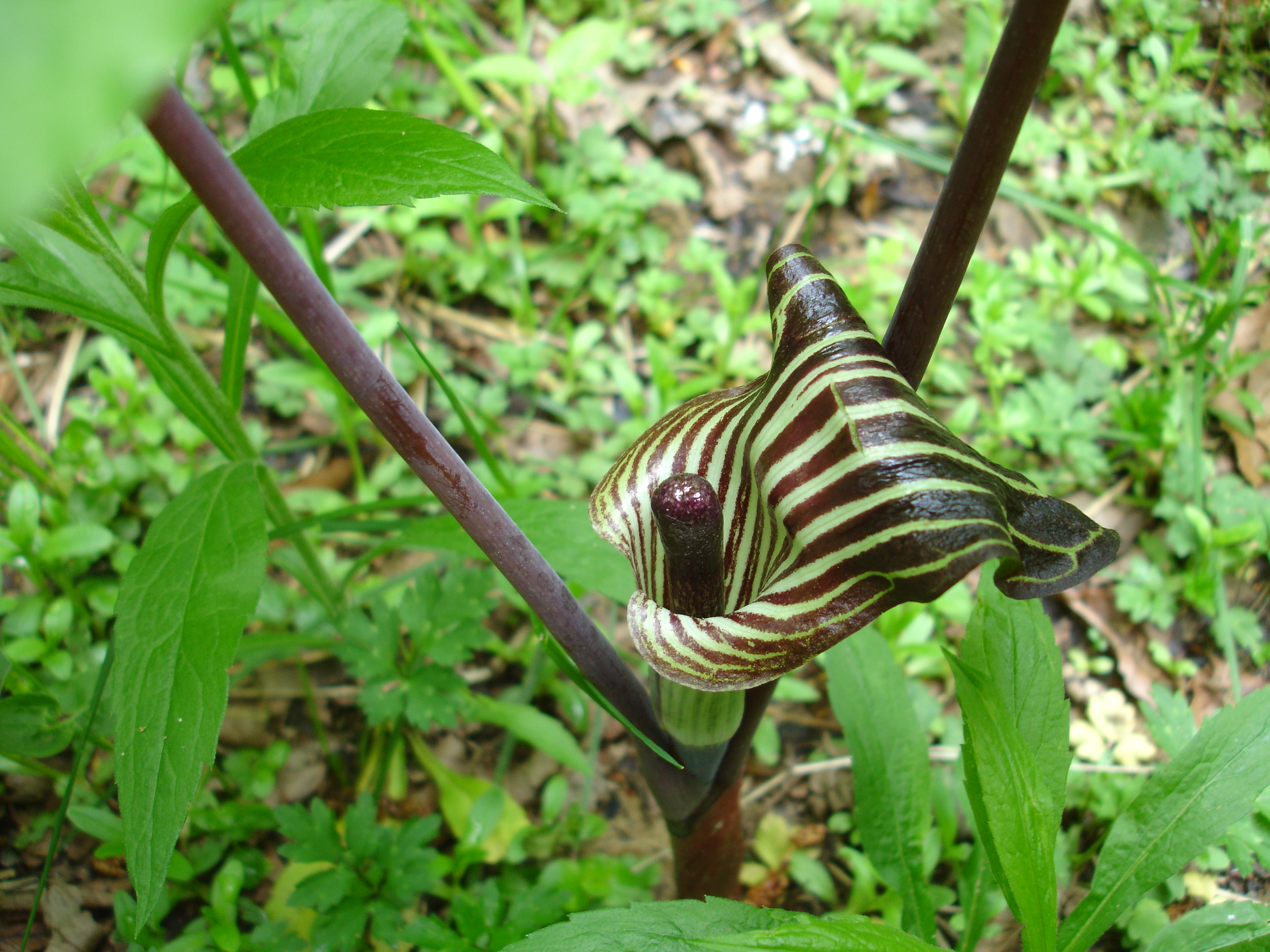
Jack in the Pulpit (Arisaema triphyllum) in the Allegheny National Forest, Pennsylvania)
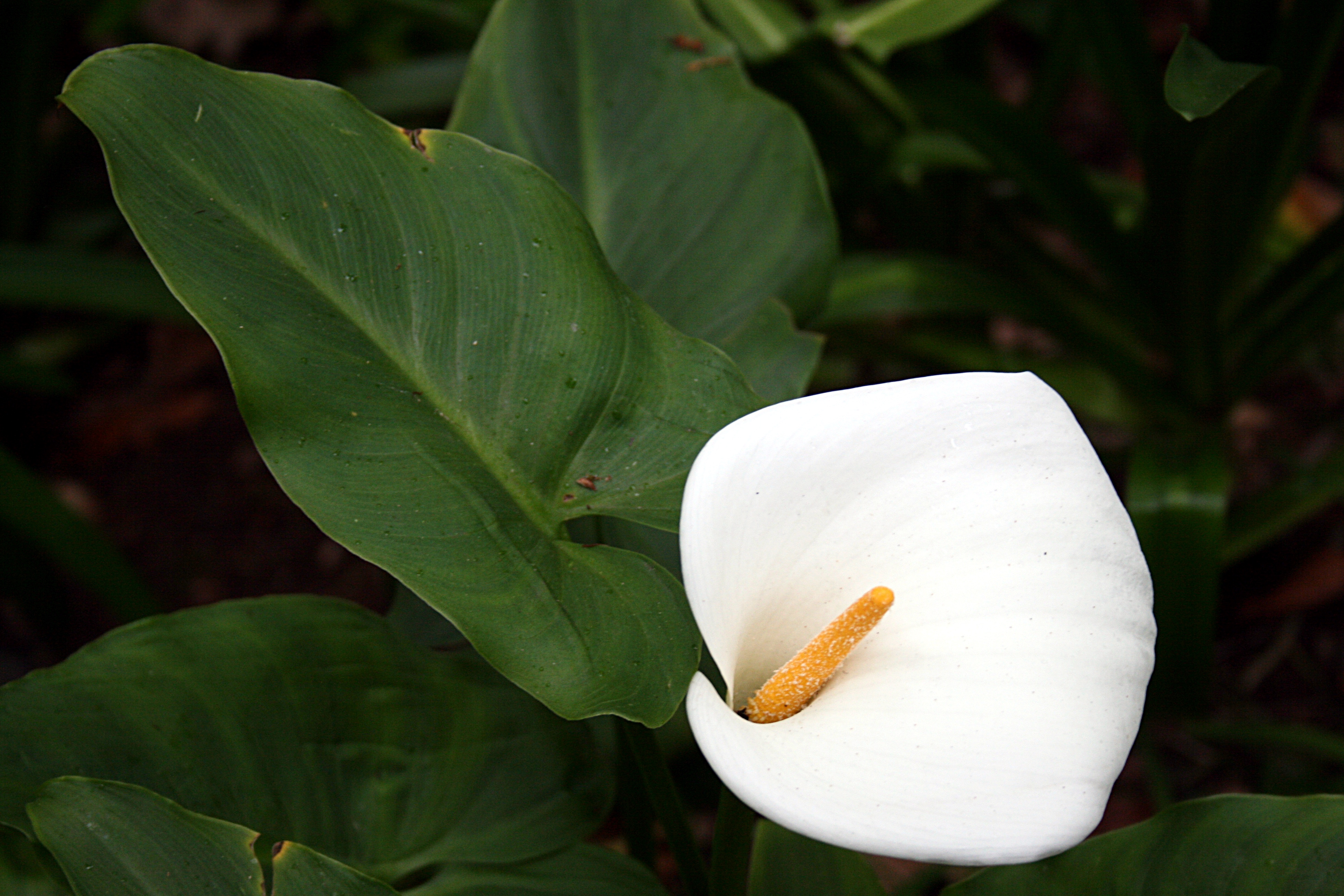
Calla lily (Zantedeschia aethiopica) in Funchal, Madeira
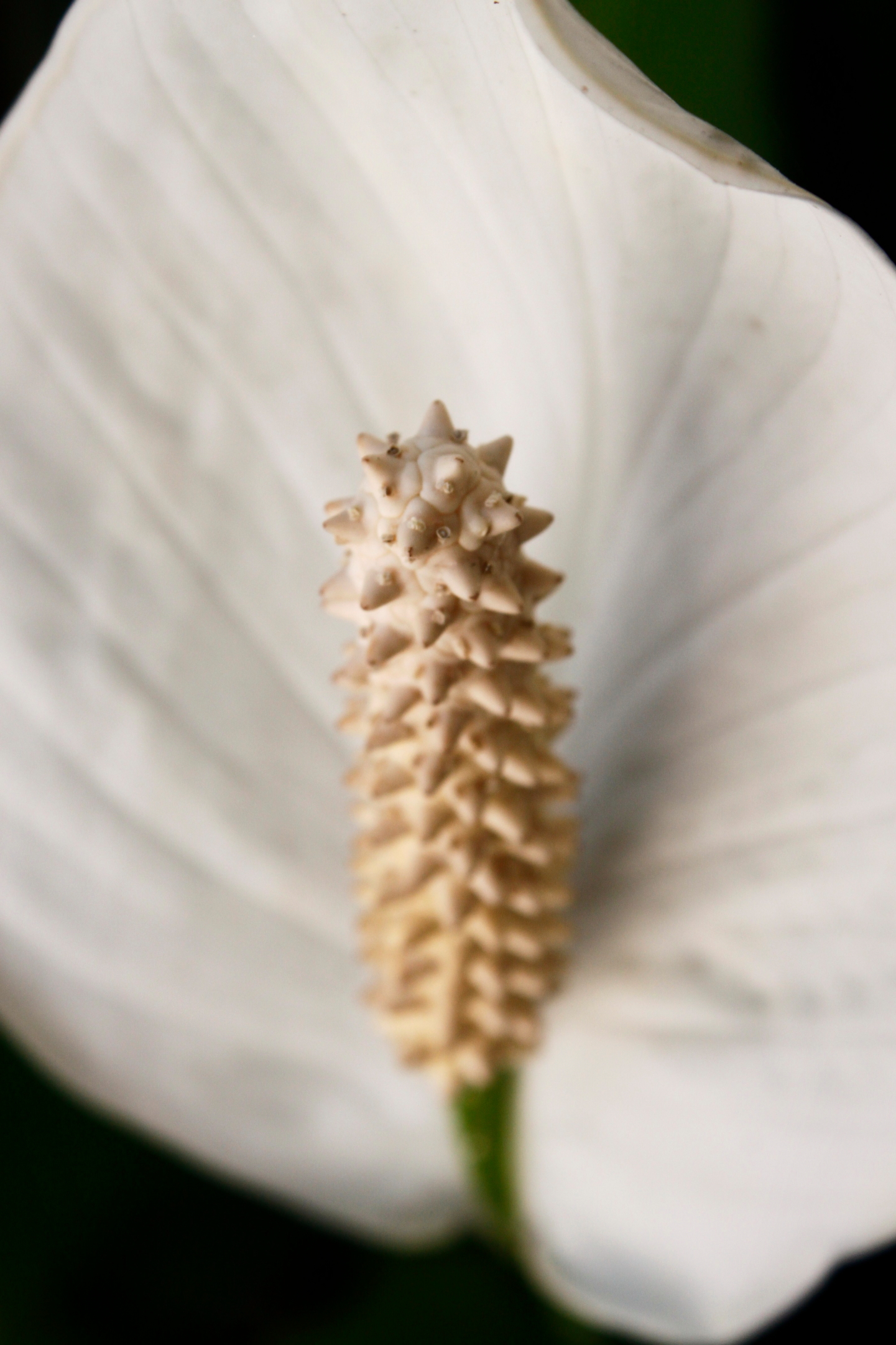
Spadix of Spathiphyllum in Brazil
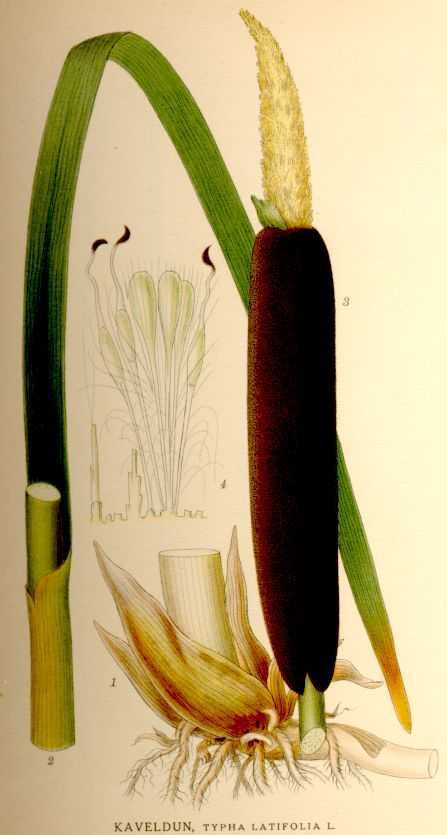
Початок рогоза широколистного (Typha latifolia L.)
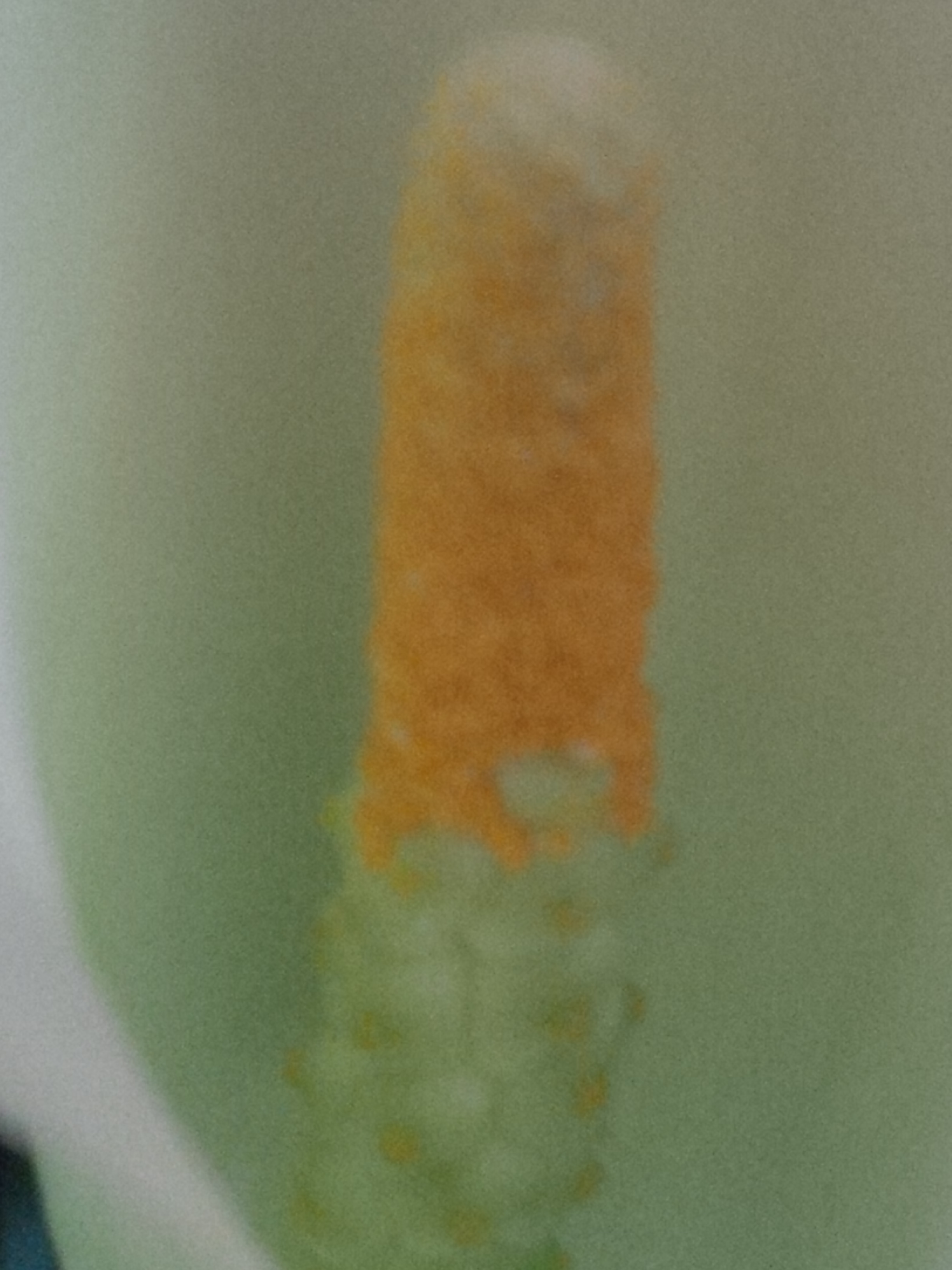
Початок Zantedeschia elliottiana показаны мужские цветки вверху с пыльцой и женские цветки внизу
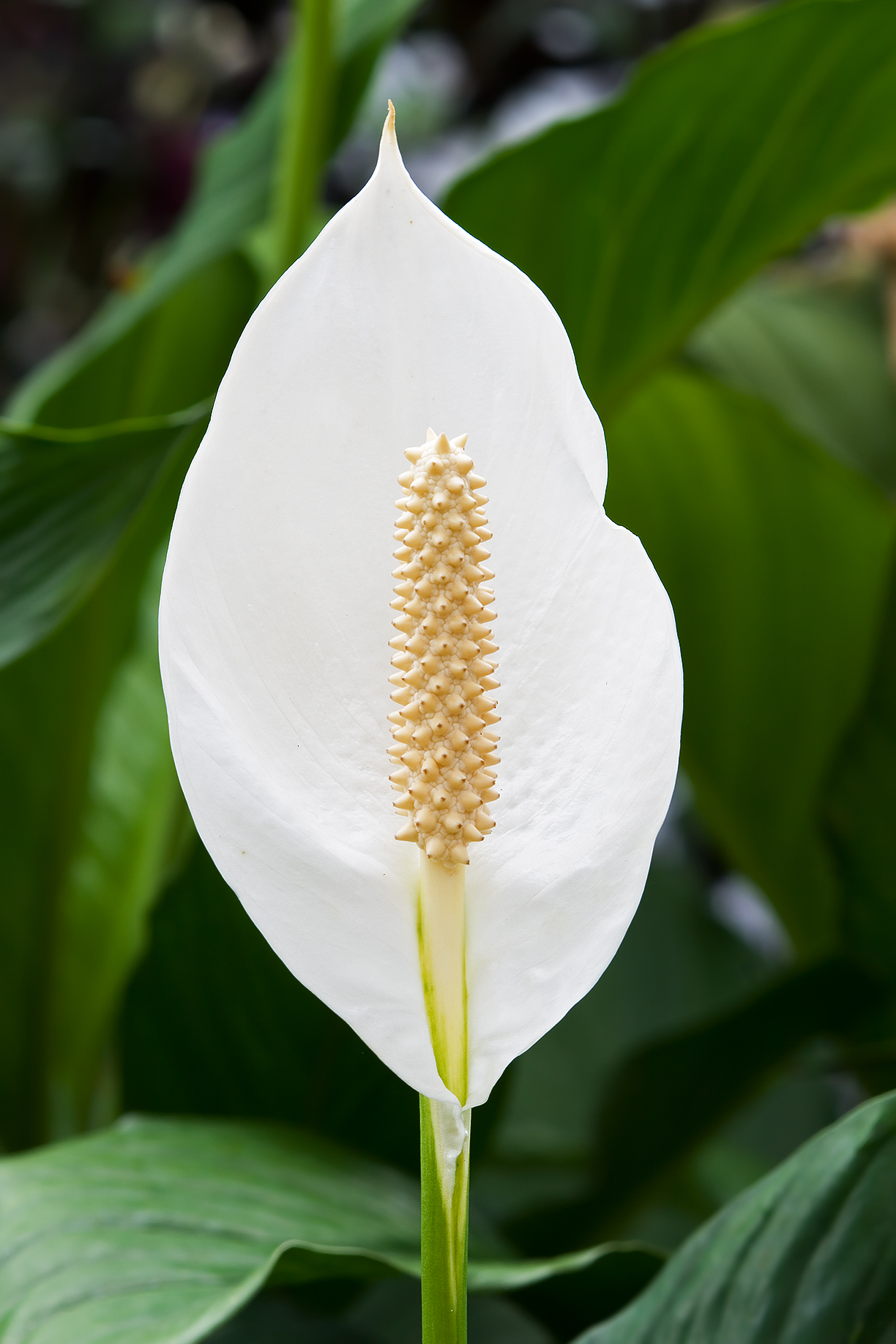
Spathiphyllum cochlearispathum
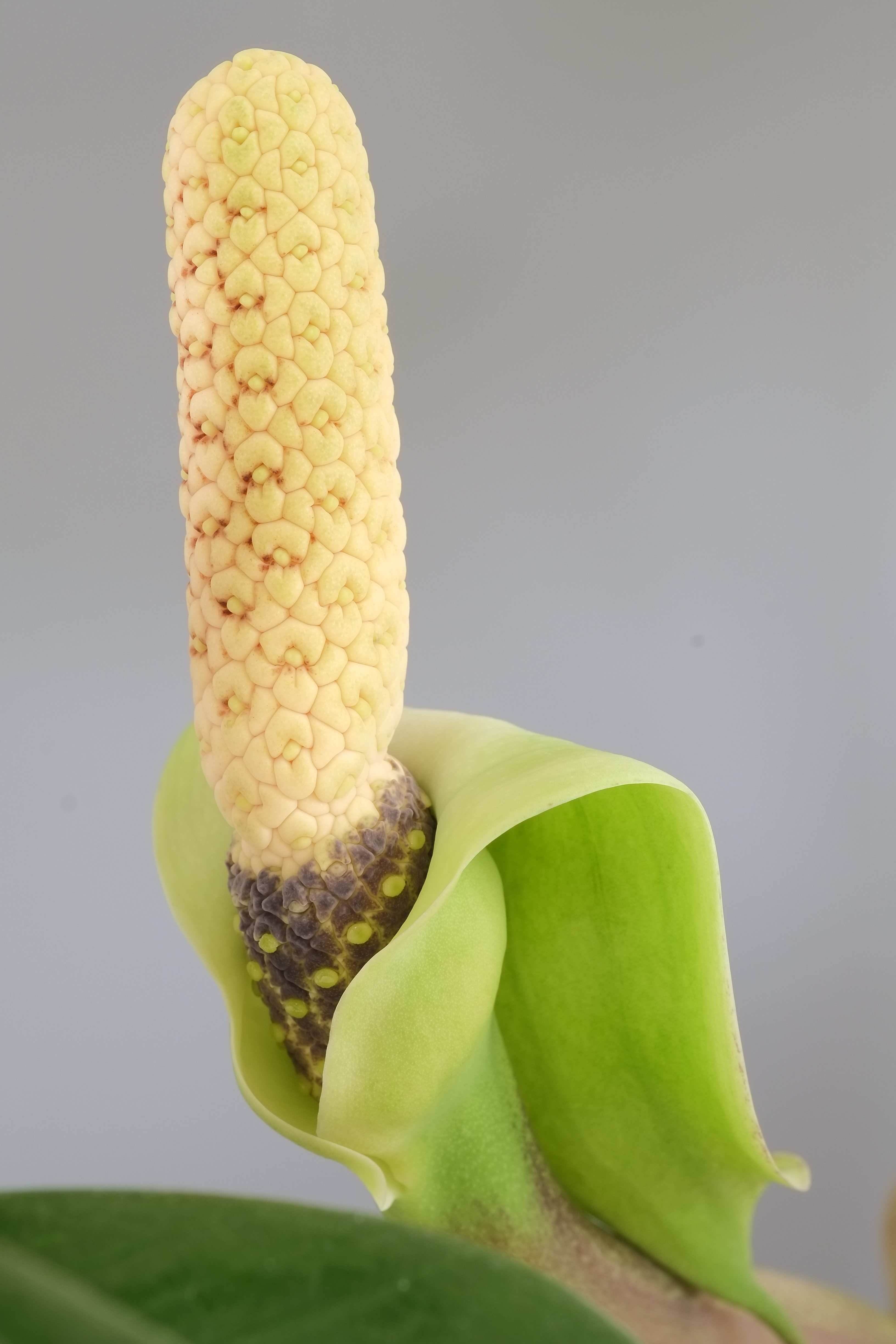
Соцветие Замиокулькаса замиелистного (Zamioculcas zamiifolia)